# オトナ女子会
『オトナ女子会』（おとなじょしかい）はAbemaTV（サイバーエージェントとテレビ朝日が合弁で設立）で2016年4月13日から配信されていた恋愛トークバラエティ番組。

## 概要
女性3名が女子会と称し、プライベート話など初めて語るリアルなエピソードをメインに、ぶっちゃけトークを展開する。

Twitterを使い、リアルタイムに意見や質問を出演者にぶつけて答えてもらえたり、出演者と視聴者が電話をつなぎ直接会話をする事もある。

## 出演者
- 2016年4月13日 #1 ざわちん/舟山久美子/舞川あいく
- 2016年4月20日 #2 IMALU/島袋聖南/鈴木あや
- 2016年4月27日 #3 大石絵理/田中れいな/久松郁実
- 2016年5月4日 #4 今井華/鹿沼憂妃/高橋ユウ
- 2016年5月11日 #5 鈴木あきえ/東美樹/ラブリ
- 2016年5月18日 #6 中村里砂/宮沢セイラ/吉木りさ
- 2016年5月25日 #7 朝比奈彩/斎藤みらい/南明奈
- 2016年6月1日 #8 佐藤かよ/島田晴香/平沼ファナ
- 2016年6月8日 #9 難波サキ/西田麻衣/宮城舞
- 2016年6月15日 #10 ざわちん/舟山久美子/舞川あいく
- 2016年6月22日 #11 道端アンジェリカ/大川藍/三枝こころ
- 2016年6月29日 #12 安座間美優/高橋メアリージュン/にわみきほ
- 2016年7月6日 #13 菊地亜美/スミス楓/中村静香
- 2016年7月13日 #14 宇野実彩子/川村ゆきえ/梨衣名
- 2016年7月20日 #15 寺田ちひろ/宮崎宣子/吉竹史
- 2016年7月27日 #16 島田七実/松元絵里花/山下永夏
- 2016年8月3日 #17 赤井沙希/原幹恵/春輝
- 2016年8月10日 #18 近藤しづか/眞木美咲パメラ/柳いろは
- 2016年8月17日 #19 大沢ケイミ/小林恵美/水沢アリー
- 2016年8月31日 #20 佐藤聖羅/澤山璃奈/平尾優美花
- 2016年9月7日 #21 倉持由香/永尾まりや/葉加瀬マイ
- 2016年9月14日 #22 IVAN/荒井レイラ/大澤玲美
- 2016年9月21日 #23 小出真保/高田紗千子(梅小鉢)/みかん/やしろ優
- 2016年9月28日 #24 黒沢かずこ(森三中)/椿鬼奴/平野ノラ/光浦靖子(オアシズ)